# Lavoye
Lavoye és un municipi francès situat al departament del Mosa i a la regió del Gran Est. L'any 2007 tenia 165 habitants.

## Demografia

### Població
El 2007 la població de fet de Lavoye era de 165 persones. Hi havia 72 famílies, de les quals 20 eren unipersonals (8 homes vivint sols i 12 dones vivint soles), 28 parelles sense fills, 20 parelles amb fills i 4 famílies monoparentals amb fills.
La població ha evolucionat segons el següent gràfic:
Habitants censats

### Habitatges
El 2007 hi havia 97 habitatges, 70 eren l'habitatge principal de la família, 13 eren segones residències i 14 estaven desocupats. 92 eren cases i 5 eren apartaments. Dels 70 habitatges principals, 56 estaven ocupats pels seus propietaris, 12 estaven llogats i ocupats pels llogaters i 2 estaven cedits a títol gratuït; 2 tenien dues cambres, 4 en tenien tres, 20 en tenien quatre i 44 en tenien cinc o més. 66 habitatges disposaven pel capbaix d'una plaça de pàrquing. A 33 habitatges hi havia un automòbil i a 29 n'hi havia dos o més.

### Piràmide de població
La piràmide de població per edats i sexe el 2009 era:
| Homes | Edats   | Dones |
| ----- | ------- | ----- |
| 0     | 95 o +  | 0     |
| 0     | 90 a 94 | 0     |
| 0     | 85 a 89 | 4     |
| 0     | 80 a 84 | 4     |
| 12    | 75 a 79 | 12    |
| 4     | 70 a 74 | 8     |
| 4     | 65 a 69 | 4     |
| 0     | 60 a 64 | 0     |
| 0     | 55 a 59 | 0     |
| 4     | 50 a 54 | 4     |
| 8     | 45 a 49 | 4     |
| 4     | 40 a 44 | 8     |
| 4     | 35 a 39 | 0     |
| 0     | 30 a 34 | 4     |
| 8     | 25 a 29 | 8     |
| 12    | 20 a 24 | 4     |
| 4     | 15 a 19 | 8     |
| 4     | 10 a 14 | 0     |
| 0     | 5 a 9   | 8     |
| 4     | 0 a 4   | 0     |

## Economia
El 2007 la població en edat de treballar era de 97 persones, 78 eren actives i 19 eren inactives. De les 78 persones actives 73 estaven ocupades (43 homes i 30 dones) i 5 estaven aturades (5 dones i 5 dones). De les 19 persones inactives 8 estaven jubilades, 6 estaven estudiant i 5 estaven classificades com a «altres inactius».

### Ingressos
El 2009 a Lavoye hi havia 68 unitats fiscals que integraven 151 persones, la mediana anual d'ingressos fiscals per persona era de 16.743 €.

### Activitats econòmiques
Dels 12 establiments que hi havia el 2007, 1 era d'una empresa de fabricació de material elèctric, 1 d'una empresa de fabricació d'altres productes industrials, 3 d'empreses de construcció, 2 d'empreses de comerç i reparació d'automòbils, 2 d'empreses financeres, 1 d'una empresa immobiliària, 1 d'una empresa de serveis i 1 d'una empresa classificada com a «altres activitats de serveis».
Dels 4 establiments de servei als particulars que hi havia el 2009, 1 era un paleta, 1 guixaire pintor, 1 lampisteria i 1 perruqueria.
L'any 2000 a Lavoye hi havia 6 explotacions agrícoles.

## Poblacions més properes
El següent diagrama mostra les poblacions més properes.